# گمینا پشنگتسا
گمینا پشنگتسا (به لهستانی:  Gmina Pysznica) یک گمینا در لهستان است که در شهرستان ستالووا وولا واقع شده‌است. گمینا پشنگتسا ۱۴۷٫۸۲ کیلومتر مربع مساحت و ۱۰٬۴۸۰ نفر جمعیت دارد.